# Star Trek: Deep Space Nine
Star Trek: Deep Space Nine (soms afgekort tot ST:DS9 of DS9) is een Amerikaanse sciencefictionserie die deel uitmaakt van de Star Trekfranchise. De serie werd bedacht door Rick Berman en Michael Piller op verzoek van Brandon Tartikoff. De productie was in handen van Paramount Pictures.
De serie liep van 3 januari 1993 tot en met 2 juni 1999, en bestond uit 176 afleveringen. De serie werd in Nederland uitgezonden door de commerciële zender RTL 5.

## Achtergrond
De serie werd bedacht in 1991, kort voor Gene Roddenberry’s dood. Het verhaal speelt zich af in dezelfde tijd als Star Trek: The Next Generation. De eerste aflevering van DS9 vond plaats tijdens het zesde seizoen van TNG. De hoofdschrijvers van de serie waren naast Berman en Piller ook Ira Steven Behr, Robert Hewitt Wolfe, Ronald D. Moore, Peter Allan Fields, Joe Menosky, René Echevarria, Richard Manning, en Hans Beimler.
Er waren verschillende crossovers tussen DS9 en TNG. Toen DS9 begon, kwam Miles O'Brien over van TNG en Worf werd een vast personage in seizoen 4. Verder komen ook de TNG-personages Jean-Luc Picard, Q en Thomas Riker in verschillende afleveringen voor.
In tegenstelling tot zijn voorgangers brak DS9 een paar regels die waren opgesteld door Gene Roddenberry, de bedenker van Star Trek, zoals het verbod op persoonlijke conflicten tussen de hoofdpersonages. Ook de omgeving waarin de serie zich afspeelde was anders. DS9 speelt zich niet af op een ruimteschip dat andere planeten bezoekt, maar op een ruimtestation dat zich voortdurend op dezelfde plek bevond. Het nadeel van die statische thuisbasis was dat de mogelijkheid van ontdekking van andere werelden er grotendeels door ontbrak, maar de producers kregen zo wel de mogelijkheid om doorlopende verhaallijnen te bedenken en meer regelmatig terugkerende personages in de serie te verwerken.
De tv-serie staat bekend om zijn personages en originele complexe plotwendingen. De serie heeft een duisterder thema en minder fysieke verkenning van de ruimte.
Hoewel DS9 goede kijkcijfers had, werd de serie niet zo’n groot succes als Star Trek: The Next Generation. In de latere seizoenen namen de kijkcijfers af. Een reden die hiervoor werd gegeven was dat de markt voor televisieseries volliep met sciencefictionseries, zoals Babylon 5.

## Inhoud
DS9 focust zich op het ruimtestation Deep Space 9, dat onder gezag staat van de Verenigde Federatie van Planeten en Bajor, een planeet die recentelijk is bevrijd van de Cardassiaanse overheersing. Berman en Piller wilden de serie zich eigenlijk laten afspelen op een gekoloniseerde planeet, maar een ruimtestation leek hen achteraf toch beter. Ze wilden ook geen ruimteschip, daar The Next Generation nog werd uitgezonden toen DS9 begon en het volgens Berman vreemd zou zijn om twee series te hebben die allebei over een schip gaan dat "gaat waar nog niemand is gegaan".
In de pilotaflevering werd het ruimtestation verplaatst naar een locatie bij de ingang van het pas ontdekte Bajoraanse wormgat. Dit stabiele wormgat maakt het mogelijk af te reizen naar het nog nooit verkende Gammakwadrant. Al snel wordt het ruimtestation een basis voor verkenners, interplanetaire handel, politieke acties en zelfs een openlijk conflict.
DS9 bevat veel verhaallijnen die zich over meerdere afleveringen uitspreiden. De vorige Star Trekseries hadden per aflevering een opzichzelfstaand verhaal zodat het mogelijk was afleveringen los van elkaar te kijken. In DS9 zijn veel afleveringen op rij cliffhangers. Volgens Michael Piller was dit een van de beste kwaliteiten van de serie. Op deze manier leerden de personages dat "acties gevolgen hebben". Dit maakte het ook mogelijk om meer plot- en karakterontwikkelingen in de serie te verwerken.

## Rolverdeling
| Personage           | Acteur           | Positie                                 | Soort/volk | Bijzonderheden |
| ------------------- | ---------------- | --------------------------------------- | ---------- | -------------- |
| Benjamin Sisko      | Avery Brooks     | Kapitein                                | Mens       |                |
| Kira Nerys          | Nana Visitor     | Eerste officier (Commander)             | Bajoraanse |                |
| Jadzia Dax          | Terry Farrell    | Lt. Commander                           | Trill      | Seizoen 1-6    |
| Ezri Dax            | Nicole de Boer   | Luitenant                               | Trill      | Seizoen 7      |
| Odo Ital            | René Auberjonois | Chief Security                          | Founder    |                |
| Julian Bashir       | Alexander Siddig | Luitenant                               | Mens       |                |
| Miles O'Brien       | Colm Meaney      | Chief Engineer                          | Mens       |                |
| Quark               | Armin Shimerman  | Burger                                  | Ferengi    |                |
| Worf, zoon van Mogh | Michael Dorn     | Chief Tactical/Security (Lt. Commander) | Klingon    | Seizoen 4-7    |
| Jake Sisko          | Cirroc Lofton    | Burger                                  | Mens       |                |

## Inhoud
In de eerste aflevering neemt Starfleetcommandant Benjamin Sisko het bevel over op Deep Space Nine. Hij en Jadzia Dax komen het eerste stabiele wormgat ooit tegen, en ontdekken dat het wordt bewoond door wezens die niet gebonden zijn aan normale ruimte en tijd. Volgens de sterk gelovige bewoners van Bajor, zijn de inwoners van dit wormgat profeten. Sisko wordt gezien als de boodschapper van deze profeten.
Dit vormt de basis voor een lange verhaallijn. Sisko ziet zijn positie als religieus icoon eerst niet zitten en is er erg sceptisch over. Hij wil zich richten op zijn taak als commandant van het station. Later accepteert hij zijn rol meer, en tegen het einde van de serie accepteert hij hem zelfs geheel.
De bemanning van het station krijgt al snel te maken met een menselijke verzetsgroep genaamd de Maquis. Deze Maquis zijn een voorbeeld van het feit dat de serie van duisterder thema’s gebruikmaakt. De afstand van traditionele Star Trekthema’s werd vooral duidelijk in afleveringen als "For the Cause", waarin Eddington aan Sisko vertelt: "Everybody should want to be in the Federation. Nobody leaves paradise. In some ways you’re even worse than the Borg. At least they tell you about their plans for assimilation. You assimilate people and they don’t even know it."
De aflevering "Rules of Acquisition" introduceerde de Dominion, een meedogenloos rijk uit het Gammakwadrant. Dit rijk bevond zich aan de andere kant van het wormgat. Aan het begin van het derde seizoen werd het risico dat er een aanval van dit rijk zou komen steeds groter. Daarom bracht Sisko, na een bezoekje aan het hoofdkwartier van Starfleet op Aarde, het schip USS Defiant mee, een prototype van een schip dat was gemaakt voor gevechten met de Borg. Dit schip bleef bij Deep Space Nine tot aan zijn vernietiging in seizoen 7.
De Dominion vormen een ongemakkelijke alliantie met de Cardassianen in het vijfde seizoen, en trekken samen ten strijde tegen de grootmachten van het Alfakwadrant. In de serie veranderen loyaliteit en allianties voortdurend. Zo blijft het Romulaanse Rijk eerst neutraal in de oorlog, maar sluiten zij zich later aan bij de Federatie en de Klingons tegen de Dominion. Later sluiten de Breen zich juist aan bij de Dominion, waarna de Cardassianen hen juist weer verlaten. Uiteindelijk wordt de Dominion verslagen, maar niet voordat zij vrijwel geheel Cardassia vernietigen.
Een ander voorbeeld van de duistere ondertoon van DS9 is Section 31, een geheime organisatie die niets of niemand ontziet om de Federatie te behouden. Ze verschenen voor het eerst in "Inquisition".

## Ontvangst
DS9 werd goed ontvangen door critici. TV Guide beschreef de serie als "the best acted, written, produced and altogether finest Star Trek series". Hoewel de serie in de schaduw van The Next Generation debuteerde, behaalde hij zijn eigen vorm van succes in latere seizoenen.
De serie won een aantal prijzen. Zo werd de serie elk seizoen genomineerd voor meerdere Emmy Awards, waaronder voor make-up, cinematografie, art direction, special effects, hairstyling, music (direction and composition) en costumes. De serie won twee prijzen voor make-up (voor "Captive Pursuit" en "Distant Voices") en een voor de intromuziek (van Dennis McCarthy). De serie werd ook genomineerd voor twee Hugo Awards, maar won deze niet.
Het programma startte enkele weken voor de serie Babylon 5. Dit leverde kritiek op van fans die vonden dat de twee series te veel op elkaar leken. Volgens de bedenker van Babylon 5,  J. Michael Straczynski, was Paramount op de hoogte van het concept van Babylon 5.
Vanwege de duistere en vaak gewelddadige plots wordt Deep Space Nine door sommigen gezien als "het zwarte schaap van de Trek-familie".

## Taboes
DS9 staat erom bekend verschillende culturele taboes te hebben doorbroken. Meest prominent is homoseksualiteit. Gene Roddenberry had al eerder beloofd dit onderwerp te zullen verwerken in Star Trek. DS9 bevatte twee afleveringen waarin twee personages van hetzelfde geslacht elkaar kusten. De eerste was in de aflevering Rejoined, een aflevering van het vierde seizoen. In datzelfde seizoen is ook een aflevering over zelfmoord. In de aflevering Hard Time overweegt Miles O'Brien zelfmoord te plegen, nadat hij door de Argrathi (een buitenaards ras) wordt veroordeeld voor spionage.
In het zesde seizoen werd travestie gebruikt voor humoristische doelen. In de aflevering Profit and Lace ondergaat Quark tijdelijk een geslachtsverandering.

## Boeken
Er zijn pocketboeken gebaseerd op DS9 gepubliceerd. Sommige van deze boeken zijn romans van bekende afleveringen zoals "Emissary", "The Search" en "What You Leave Behind". Verschillende romans waren onderdeel van een crossover met andere Star Trekseries. Andere boeken behandelden gebeurtenissen van voor DS9.
Avatar, een tweedelige roman gepubliceerd op 1 mei 2001, ging verder waar de serie ophield. Dit vormde het begin van de Star Trek: Deep Space Nine relaunch.
Naast de romans zijn er ook verschillende strips van DS9 gepubliceerd. Andere publicaties zijn het Deep Space Nine Technical Manual en de Deep Space Nine Companion.